# キーウ大学付属物理数学リツェイ
キーウ大学付属物理数学リツェイ（キーウだいがくふぞくぶつりがくすうがくリツェイ、ウクライナ語: Український фізико-математичний ліцей Київського національного університету імені Тараса Шевченка、略称: УФМЛ КНУ）は、キーウにある寄宿制の専門中等教育機関である。物理学、数学、情報学、化学を主な専門分野とし、天文学も高いレベルで教授される。ウクライナの大学入学試験（ЗНО）の結果に基づくランキングで、国内およびキーウ市内のトップ10校に常に入る。
8～9年生（日本の中学2～3年相当）を対象に入学試験を実施し、選抜された生徒を受け入れる。

## 歴史
20世紀後半、自然科学の発展に伴い、物理学と数学の専門教育の需要が高まった。1963年、ソビエト連邦の主要大学（キーウ大学、レニングラード大学、モスクワ大学、ノヴォシビルスク大学）に付属する物理数学専門学校の設立が決定された。この構想は、ヴィクトル・グルシュコフ、アナトリー・アレクサンドロフ、アンドレイ・コルモゴロフらソ連の著名な科学者によって推進された。
ウクライナでは、ヴィクトル・グルシュコフとキーウ大学の物理学部および数学部の教授（オレクサンドル・シシュロフスキー、ヴォロディミル・ヴィシェンスキーら）が中心となり、1963年9月25日、ウクライナSSR閣僚会議の決定（第1113号）により、キーウに物理数学専門の寄宿学校が設立された。当初はキーウ市フェオファニア地区（ザボロトニー通りとメトロロジーチナ通りの角）に位置し、1991年以降はキーウ大学の自然科学学部キャンパス近く（グロシュコフ学士通り6、ウクライナ国立展示場付近）に移転した。
設立以来、約4,465名の卒業生を輩出し、その約3分の1が科学研究の道に進んでいる。

### 歴代校長
- イヴァン・クリヴォシイ（1963年8月～1964年1月）
- ミハイロ・カヨム（1964年1月～1970年5月、1976年1月～1983年）
- ヴォロディミル・ママトフ（1970年9月～1974年6月）
- ヴォロディミル・ロマネンコ（1973年9月～1975年11月）
- オレクサンドル・リゼル（1975年12月）
- ヤロスラフ・スミカロ（1983年～1993年）
- ミコラ・ヴェリチコ（1993年4月～1998年7月）
- オレクシイ・ロボダ（1998年7月～2007年8月）
- オレフ・ホミャコフ（2007年8月～2011年8月）
- カテリナ・ダヴィドヴァ（校長代行、2011年8月～2013年4月）
- ヴォロディミル・ホルカヴェンコ（2013年4月～2016年1月）
- ヘオルヒイ・サリヴォン（2016年2月～2021年2月）
- リュドミラ・ラティシェンコ（校長代行、2021年8月～現在）

## オリンピックと競技会
リツェイは、物理学、数学、化学、天文学、情報学（プログラミング）、情報技術の全国生徒オリンピック（第4段階）や、ジュニア物理学トーナメント、情報学トーナメント、ヴィーンヌィツャのチャンピオンズトーナメントなどにチームを派遣する。キーウ市内の第3段階（市レベル）オリンピックでも、毎年上位入賞を果たしている。
全国オリンピックの総合ランキング（最新）：
- 天文学：1位
- 情報技術：1位
- 情報学：2位
- 物理学：5位
- 数学：6位
- 化学：11位

生徒は数学、物理学、情報学、化学の国際オリンピックにウクライナ代表として参加し、約200名がメダルを獲得。全国オリンピックでは約600名が受賞者となり、生物学や地理学など非専門分野でも成果を上げている。

## 施設と生活
リツェイには、インターネット接続付きのコンピュータ教室2室（計35台以上）、物理・化学実験室、図書館、読書室、講堂、体育館2室が備わる。生徒は個人用のコンピュータ利用時間を割り当てられ、自由時間にも利用可能。
寮生活では、寄宿制の指導員（27名）が生徒をサポート。課外活動として、25年以上の歴史を持つアマチュア劇団「装飾のない劇場」（ТБД）が活動し、年3回の公演を行う。祝日にはディスコイベントも開催される。

## 著名な卒業生
- ドミトロ・ノミロフスキー（英語版）（数学者）
- ユーリャ・ズダノフスカ（英語版）（数学オリンピックメダリスト）
- オレクサンドル・ホシュィリク（英語版）（情報学者）
- ステパン・ムィハイルォフ（英語版）（物理学者）

## ギャラリー

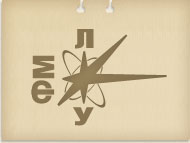
リツェイのエンブレム